# كاراكس مبقع الذيل
كاراكس مبقع الذيل (الاسم العلمي: Charax caudimaculatus) هو نوع من الأسماك يتبع جنس الكاراكس من الفصيلة الكاراكسية.